# Aleksandar Kolarov
Aleksandar Kolarov (serbi: Александар Коларов)  (Zemun, 10 de novembre de 1985) és un exfutbolista professional serbi que jugava com a defensa. Va ser internacional amb la selecció de Sèrbia.

## Trajectòria futbolística

### Inicis
Kolarov va començar la seua carrera futbolística a l'equip de la seua localitat, l'FK Čukarički Stankom. El febrer del 2006 fitxà per l'OFK Beograd. Una temporada i mitja després, l'estiu del 2008, Kolarov fou traspassat a l'equip italià de la Lazio per una xifra pròxima als 800.000 €.

### Lazio
El seu primer gol com a jugador de la Lazio no tardà a arribar, fou el 30 de setembre del 2007 enfront de la Reggina, amb un llançament des d'uns quaranta metres.
Durant la seua segona temporada a Roma va assolir la titularitat indiscutible com a lateral dret, de fet va arribar a ser un dels jugadors més valorats de l'equip romà.

### Manchester City
Després d'un estiu on se'l situà molt pròxim de l'òrbita del Reial Madrid sobretot després de l'arribada de José Mourinho, finalment, durant el mes de juliol del 2010 fou traspassat al Manchester City FC. El seu debut a la Premier va ser el 14 d'agost del 2010 contra el Tottenham Hotspur FC. El 2 de febrer del 2011 va marcar el seu primer gol a la Premier contra el Birmingham City FC.

### Selecció
Va formar part del reeixit equip serbi que va arribar a la final de l'Europeu sub-21 del 2007. Kolarov, a més, va arribar a ser inclòs en el millor equip del torneig.
Durant l'estiu del 2008 participà en els Jocs Olímpics de Pequín amb la selecció sèrbia.
Finalment el mateix any debutà amb el combinat nacional, equip amb qui va jugar el Mundial de Sud-àfrica.

## Palmarès

### Lazio
- 1 Coppa Itàlia (2008-09)
- 1 Supercoppa Itàlia (2009)

### Manchester City
- 1 FA Cup (2010-11)
- 1 Community Shield (2012)
- 1 Premier League (2011-12)